# Dipartimento dell'esercito degli Stati Uniti d'America
Il Dipartimento dell'Esercito è una delle tre Divisioni del Dipartimento statunitense della Difesa. 
Nato nel 1947, discende dal Dipartimento della Guerra degli Stati Uniti.
Esso è guidato dal Segretario all'esercito, un civile, che è responsabile per affari amministrativi (non operativi) dell'Esercito Statunitense. A lui risponde il Capo di stato maggiore dell'Esercito degli Stati Uniti, l'ufficiale militare di più alto rango nell'ufficio. 